# Adoretus speculator
Adoretus speculator är en skalbaggsart som beskrevs av Ohaus 1923. Adoretus speculator ingår i släktet Adoretus och familjen Rutelidae. Inga underarter finns listade i Catalogue of Life.